# 藥真寺紀子
藥真寺 紀子（やくしんじ のりこ、1962年6月21日 - ）は、大分県大分市（旧佐賀関町）出身の一般社団法人魅学アカデミー協会代表理事。花サロン「アンベリール」主宰。

## 来歴・人物
原田春子に師事し、おもてなしの美学&テーブルコーディネートを学ぶ。フィニッシングスクールインフィニにて、文化的教養を学ぶ。
ミューズシステム2015開発者の酒井淑恵に師事し、様々な女磨きのスキルを学び、トータルイメージコンサルタント民間資格取得。
女磨きサロン「アンベリール」を主催。上月マリアに師事し、女性リーダーについて学ぶ。
一般社団法人魅学アカデミー協会代表理事を務め、女磨きのプロ育成、着物に親しみ楽しむ事を目的にした「なでしこ流着こなし教室」の普及、Muse Collectionのイベント企画・運営を行っている。
SNSクイーン2017モデル受賞。ジャパンウイメンズコレクション2019総合グランプリ。

## メディア掲載・著作
- 『敬天愛人と仲間たち』（共著、内外出版、2021年）
- 『女性セブン』（2021年9月23日号、p.100「毎日、どこかで」）